# 1. ŽNL Bjelovarsko-bilogorska 2018./19.
Ovaj članak je podtema članka: 5. rang HNL-a 2018./19.

1. ŽNL Bjelovarsko-bilogorska u sezoni 2018./19. je predstavljala ligu prvog stupnja županijske lige u Bjelovarsko-bilogorskoj županiji, te ligu petog stupnja hrvatskog nogometnog prvenstva. 
 
Sudjelovalo je 14 klubova, a ligu je osvojila "Zdenka 91" iz Velikih Zdenaca. 

## Sustav natjecanja
Četrnaest klubova je igralo dvokružnu ligu (26 kola). 

## Ljestvica
| mj. | klub                       | ut. | pob. | ner. | por. | gol+ | gol- | bod |
| --- | -------------------------- | --- | ---- | ---- | ---- | ---- | ---- | --- |
| 1.  | Zdenka 91 Veliki Zdenci    | 26  | 17   | 7    | 2    | 49   | 17   | 58  |
| 2.  | Bilogora 91 Grubišno Polje | 26  | 17   | 5    | 4    | 56   | 28   | 56  |
| 3.  | Daruvar                    | 26  | 13   | 7    | 6    | 62   | 37   | 46  |
| 4.  | Kamen Sirač                | 26  | 13   | 6    | 7    | 53   | 33   | 45  |
| 5.  | Rovišće                    | 26  | 12   | 5    | 9    | 47   | 35   | 41  |
| 6.  | BŠK Brezovac               | 26  | 12   | 5    | 9    | 45   | 38   | 41  |
| 7.  | Ribar Končanica            | 26  | 8    | 11   | 7    | 51   | 39   | 35  |
| 8.  | Bilogorac Veliko Trojstvo  | 26  | 10   | 3    | 13   | 49   | 58   | 33  |
| 9.  | Bilo Velika Pisanica       | 26  | 9    | 4    | 13   | 42   | 47   | 31  |
| 10. | Trnski Nova Rača           | 26  | 8    | 4    | 14   | 35   | 58   | 28  |
| 11. | Hajduk Hercegovac          | 26  | 7    | 4    | 15   | 50   | 73   | 25  |
| 12. | Sloga Bjelovar             | 26  | 7    | 3    | 16   | 27   | 56   | 24  |
| 13. | Lasta Gudovac              | 26  | 5    | 7    | 14   | 32   | 55   | 22  |
| 14. | Draganec (Gornji Draganec) | 26  | 4    | 9    | 13   | 42   | 66   | 21  |

## Rezultatska križaljka
| kratica | klub                       | BILO | BILOG91 | BILOGC | BŠK | DAR | DRA | HAJ | KAM | LAS | RIB | ROV | SLO | TRN | ZDE |
| --- | -------------------------- | ---- | ------- | ------ | --- | --- | --- | --- | --- | --- | --- | --- | --- | --- | --- |
| BILO | Bilo Velika Pisanica       |      |         |        |     |     |     |     |     |     |     |     |     |     |     |
| BILOG91 | Bilogora 91 Grubišno Polje |      |         |        |     |     |     |     |     |     |     |     |     |     |     |
| BILOGC | Bilogorac Veliko Trojstvo  |      |         |        |     |     |     |     |     |     |     |     |     |     |     |
| BŠK | BŠK Brezovac               |      |         |        |     |     |     |     |     |     |     |     |     |     |     |
| DAR | Daruvar                    |      |         |        |     |     |     |     |     |     |     |     |     |     |     |
| DRA | Draganec (Gornji Draganec) |      |         |        |     |     |     |     |     |     |     |     |     |     |     |
| HAJ | Hajduk Hercegovac          |      |         |        |     |     |     |     |     |     |     |     |     |     |     |
| KAM | Kamen Sirač                |      |         |        |     |     |     |     |     |     |     |     |     |     |     |
| LAS | Lasta Gudovac              |      |         |        |     |     |     |     |     |     |     |     |     |     |     |
| RIB | Ribar Končanica            |      |         |        |     |     |     |     |     |     |     |     |     |     |     |
| ROV | Rovišće                    |      |         |        |     |     |     |     |     |     |     |     |     |     |     |
| SLO | Sloga Bjelovar             |      |         |        |     |     |     |     |     |     |     |     |     |     |     |
| TRN | Trnski Nova Rača           |      |         |        |     |     |     |     |     |     |     |     |     |     |     |
| ZDE | Zdenka 91 Veliki Zdenci    |      |         |        |     |     |     |     |     |     |     |     |     |     |     |
| |                            |      |         |        |     |     |     |     |     |     |     |     |     |     |     |
| podebljan rezultat - utakmice od 1. do 13. kola (1. utakmica između klubova) rezultat normalne debljine - utakmice od 14. do 26. kola (2. utakmica između klubova) rezultat nakošen - nije vidljiv redoslijed odigravanja međusobnih utakmica iz dostupnih izvora rezultat smanjen * - iz dostupnih izvora nije uočljiv domaćin susreta prekrižen rezultat - poništena ili brisana utakmica p - utakmica prekinuta 3:0 p.f. / 0:3 p.f. - rezultat 3:0 bez borbe n.i. - nije igrano |                            |      |         |        |     |     |     |     |     |     |     |     |     |     |     |

 Izvori: 

## Vanjske poveznice
- nsbbz.hr, Nogometni savez Bjelovarsko-bilogorske županije